# Rory McKenzie
Rory McKenzie (Irvine, 7 ottobre 1993) è un calciatore scozzese, attaccante del Kilmarnock.

## Caratteristiche tecniche
Ala destra, può giocare da seconda punta o da prima punta.

## Carriera

### Club
Ha giocato nella prima divisione scozzese.

### Nazionale
Ha giocato nelle nazionali giovanili scozzesi Under-19 ed Under-21.

## Statistiche

### Presenze e reti nei club
Statistiche aggiornate al 18 maggio 2024.
| Stagione          | Squadra           | Campionato        | Campionato | Campionato | Coppe nazionali | Coppe nazionali | Coppe nazionali | Coppe continentali | Coppe continentali | Coppe continentali | Altre coppe | Altre coppe | Altre coppe | Totale | Totale |
| Stagione          | Squadra           | Comp              | Pres       | Reti       | Comp            | Pres            | Reti            | Comp               | Pres               | Reti               | Comp        | Pres        | Reti        | Pres   | Reti   |
| ----------------- | ----------------- | ----------------- | ---------- | ---------- | --------------- | --------------- | --------------- | ------------------ | ------------------ | ------------------ | ----------- | ----------- | ----------- | ------ | ------ |
| 2010-2011         | Kilmarnock        | SPL               | 1          | 0          | CS+CdL          | 0               | 0               |                    | -                  | -                  |             | -           | -           | 1      | 0      |
| 2011-gen. 2012    | Kilmarnock        | SPL               | 0          | 0          | CS+CdL          | 0               | 0               |                    | -                  | -                  |             | -           | -           | 0      | 0      |
| gen.-giu. 2012    | Brechin City      | SSD               | 17         | 7          | CS              | 0               | 0               |                    | -                  | -                  |             | -           | -           | 17     | 7      |
| 2012-2013         | Kilmarnock        | SPL               | 22         | 2          | CS+CdL          | 1+1             | 0               |                    | -                  | -                  |             | -           | -           | 24     | 2      |
| 2013-2014         | Kilmarnock        | SP                | 33         | 4          | CS+CdL          | 1+1             | 0               |                    | -                  | -                  |             | -           | -           | 35     | 4      |
| 2014-2015         | Kilmarnock        | SP                | 28         | 0          | CS+CdL          | 1+1             | 0+1             |                    | -                  | -                  |             | -           | -           | 30     | 1      |
| 2015-2016         | Kilmarnock        | SP                | 28+2       | 1+0        | CS+CdL          | 3+1             | 1+1             |                    | -                  | -                  |             | -           | -           | 34     | 3      |
| 2016-2017         | Kilmarnock        | SP                | 28         | 4          | CS+CdL          | 1+3             | 0+1             |                    | -                  | -                  |             | -           | -           | 32     | 5      |
| 2017-2018         | Kilmarnock        | SP                | 25         | 0          | CS+CdL          | 3+5             | 0+2             |                    | -                  | -                  |             | -           | -           | 33     | 2      |
| 2018-2019         | Kilmarnock        | SP                | 24         | 1          | CS+CdL          | 2+2             | 0               |                    | -                  | -                  |             | -           | -           | 28     | 1      |
| 2019-2020         | Kilmarnock        | SP                | 27         | 1          | CS+CdL          | 1+2             | 0               | UEL                | 2                  | 0                  |             | -           | -           | 32     | 1      |
| 2020-2021         | Kilmarnock        | SP                | 29+2       | 2+0        | CS+CdL          | 3+3             | 0               |                    | -                  | -                  |             | -           | -           | 37     | 2      |
| 2021-2022         | Kilmarnock        | SC                | 28         | 3          | CS+CdL          | 2+4             | 1+0             |                    | -                  | -                  | CC          | 3           | 0           | 37     | 4      |
| 2022-2023         | Kilmarnock        | SP                | 36         | 0          | CS+CdL          | 2+7             | 0               |                    | -                  | -                  |             | -           | -           | 45     | 0      |
| 2023-2024         | Kilmarnock        | SP                | 28         | 1          | CS+CdL          | 2+2             | 0               |                    | -                  | -                  |             | -           | -           | 32     | 1      |
| Totale Kilmarnock | Totale Kilmarnock | Totale Kilmarnock | 337+4      | 19+0       |                 | 54              | 7               |                    | 2                  | 0                  |             | 3           | 0           | 400    | 26     |
| Totale carriera   | Totale carriera   | Totale carriera   | 358        | 26         |                 | 54              | 7               |                    | 2                  | 0                  |             | 3           | 0           | 417    | 33     |

## Palmarès

### Club

#### Competizioni nazionali
- Scottish Championship: 1

Kilmarnock: 2021-2022